# Kemasantani
Kemasantani is een bestuurslaag in het regentschap Mojokerto van de provincie Oost-Java, Indonesië. Kemasantani telt 1764 inwoners (volkstelling 2010).